# Jean-Baptiste Huet de Coëtlisan
Jean-Baptiste Claude Raynault Huet de Coëtlizan est un homme politique, économiste et publiciste français né le 8 juin 1769 à Nantes et décédé le 12 décembre 1823 à Savenay (Loire-Atlantique)

## Biographie
Issu d'une famille de magistrats, fils de Jean-Baptiste Huet, seigneur de Coëtlizan, conseiller du roi, magistrat criminel du siège présidial de la sénéchaussée et prévôté de Nantes, et de Marie-Françoise Bourgouin, Jean-Baptiste Huet de Coëtlisan fait ses études au collège des Oratoriens de Nantes, puis devient avocat au parlement de Bretagne.

### Activités
Membre du conseil communal de Nantes en 1792, il est proche des Girondins et se réfugie auprès de l'armée des Pyrénées-Orientales pendant la Terreur. Secrétaire général de la préfecture de la Loire-Atlantique sous le Directoire, il refuse d'entrer au Tribunat en 1802. Inquiété en 1806 dans une affaire de faux en écritures, il est emprisonné puis acquitté. Nommé sous-préfet de l'arrondissement de Bazas en 1809, il reste en fonction jusqu'à la Restauration. Il est député de la Gironde en 1815, pendant les Cent-Jours. Emprisonné entre 1816 et 1817, il entre au Journal du Commerce, dont il devient le rédacteur en chef. Il s'occupe de la partie politique, ce qui lui vaut d'être régulièrement poursuivi par le gouvernement Villèle.
Il est l'auteur d'un traité de l'organisation de la puissance civile dans l'intérêt monarchique, ainsi que de travaux sur l'administration des départements et des municipalités.

### Descendance
Il épouse Geneviève Bertrand, fille de Jacques Bertrand, capitaine de navire, et de Marguerite James. Ils sont les parents de Mélanie, épouse de Jean Audrain, receveur des contributions indirectes à Savenay, puis de Victor Amédée Julien, officier d'infanterie et maire de Savenay (1860-1870), et enfin de Jeanne, épouse de Jean Barthélemy Verger (de La Roche), d'une famille de Tours.
Jean-Baptiste Huet de Coëtlizan meurt en 1823, à l'âge de 52 ans.

## Publications
- Recherches économiques et statistiques sur le département de la Loire-Inférieure, an XI, Nantes, Paris, Malassis, Onfroy, Bossange, Masson et Besson, 1803, 644 p. (lire en ligne)

- De l'organisation de la puissance civile dans l'intérêt monarchique, ou de la nécessité d'instituer les administrations départementales et municipales en agences collectives, 1822, 2e éd. (lire en ligne)

## Sources
- « Jean-Baptiste Huet de Coëtlisan », dans Adolphe Robert et Gaston Cougny, Dictionnaire des parlementaires français, Edgar Bourloton, 1889-1891 [détail de l’édition] t. III, p. 363, sur Gallica
- Émilien Maillard, Nantes et le département au XIXe siècle : littérateurs, savants, musiciens, & hommes distingués, 1891.